# Agapit Lamarca i Quintana
Agapit Lamarca i Quintana (Lleida, 26 de maig de 1821 - Barcelona, 31 de gener de 1897) fou un arquitecte, enginyer, polític i hisendat català.
Com a arquitecte municipal de Lleida, Lamarca fou l'autor de diverses obres com l'edifici de la Maternitat (actual seu de la Biblioteca Pública de Lleida) i la façana del palau de la Paeria de la banqueta del Segre.
Lamarca era membre del Partit Liberal Conservador, del qual n'era el delegat a Lleida.
La seua filla petita, Eugènia Lamarca i de Mier, es casà l'any 1888 amb Francesc Macià, president de la Generalitat republicana, i la seva filla gran, Maria, amb el polític i bibliòfil reusenc Pau Font de Rubinat
Entre les possessions rurals de Lamarca destaca una extensa finca a Vallmanya, dins del terme municipal d'Alcarràs. A la mort de Lamarca, els terrenys serien heretats per Macià i la seua muller.